# Mariana Torres
Mariana Torres  (León, Guanajuato, Mexikó 1985. december 5. –) mexikói színésznő. 
Főként telenovellákban szerepel.

## Élete és pályafutása
Leónban született, négy testvére van.
Karrierjét a TV Azteca csatornánál kezdte. 2004-ben kapta meg első főszerepét Belinda című telenovellában Leonardo García partnereként. 2006-ban Miamiba költözött, ahol három telenovellát forgatott. 2009-ben visszatért Mexikóba a TV Azteca csatornához, ahol a Vuélveme a querer főszerepét játszhatta el. 2015-ben - hat év után - véget ért a kapcsolata Armando Torrea mexikói színésszel.

## Filmográfia

### Televízió
| Év        | Eredeti cím                        | Cím              | Magyar hang        | Szerep                              |
| --------- | ---------------------------------- | ---------------- | ------------------ | ----------------------------------- |
| 2001      | Como en el cine                    | Mint a filmekben | Talmács Márta      | Gloria                              |
| 2002      | Por tí                             |                  |                    | Marisol                             |
| 2003      | Dos chicos de cuidado en la ciudad |                  |                    | Patricia 'Paty'                     |
| 2004      |                                    | Belinda          |                    | Belinda Arismendi Romero            |
| 2006      | Olvidarte jamás                    | Sosem feledlek   | Bogdányi Titanilla | Carolina Montero                    |
| 2007      | Acorralada                         | Sarokba szorítva | Dögei Éva          | Gabriela 'Gaby' Soriano             |
| 2007–2008 | Pecados ajenos                     | Bűnös szerelem   | Tamási Nikolett    | Denisse Torres                      |
| 2009      | Vuélveme a querer                  |                  |                    | Mariana Montesinos                  |
| 2011      | Sacrificio de mujer                |                  |                    | Milagros Exposito / Dolores Vilarte |
| 2011      | Huérfanas                          |                  |                    | María del Pilar 'Maripili'          |
| 2015      | Así en el barrio como en el cielo  |                  |                    | Jacky López                         |
| 2016      | Un día cualquiera                  |                  |                    | Luciana                             |
| 2017      | Hoy voy a cambiar                  |                  |                    | Fiatal Lupita d’Alessio             |
| 2019      | Ringo                              |                  |                    | Julia Garay                         |
| 2021      | Fuego ardiente                     |                  |                    | Alexa Gamba                         |

### Filmek
| Év   | Eredeti cím                   | Cím | Szerep          |
| ---- | ----------------------------- | --- | --------------- |
| 2006 | Las vecinas                   |     |                 |
| 2007 | El niño de barro (The Mudboy) |     | Roque édesanyja |

## Fordítás
- Ez a szócikk részben vagy egészben  a   Mariana Torres című spanyol Wikipédia-szócikk fordításán alapul.  Az eredeti cikk szerkesztőit annak laptörténete sorolja fel. Ez a jelzés csupán a megfogalmazás eredetét és a szerzői jogokat jelzi, nem szolgál a cikkben szereplő információk forrásmegjelöléseként.